# Станфордски затворски експеримент
Станфордски затворски експеримент (СЗЕ) била је студија психолошких ефеката које су изазивали заточеништво код затвореника или надређени положај затворских чувара. Експеримент је изведен на универзитету Станфорд између 14. и 20. августа 1971. Тим истраживача на челу са професором психологије Филипом Зимбардом је спровео овај експеримент користећи студенте као тест субјекте. Пројекат је финансиран од стране Америчке морнарице и био је од интереса за војску ради истраживања односа између војних чувара и затвореника. Експеримент представља класичну студију психологије затвора што је и тема која се разматра у већини уџбеника из психологије, где се и овај експеримент наводи као пример.
Учесници су се прилагодили улогама и ван Зимбардових очекивања, јер су чувари спроводили екстремне ауторитарне мере које су на крају изложиле затворенике последицама психичке тортуре. Многи од затвореника су пасивно прихватили психичко злостављање и, на захтев стражара, чак и малтретирали друге затворенике, који су покушавали да спрече злостављање. Експеримент је под утицај ставио и самог Зимбарда, који је у својој улози надзорника, дозволио да се злостављање настави. Два затвореника су напустила експеримент раније, а цела студија је нагло престала после само шест дана, у извесној мери због приговора Кристине Маслах. Поједини делови експеримента су снимљени и неки одломци су доступни јавности.

## Циљеви и методе
Током седамдесетих година двадесетог века долазило је до преоптерећења капацитета великог броја затвора, што је довело до тога да је почела да се преиспитује корисност самих објеката, као и да ли се у њима правилно поступа према затвореницима. С обзиром на повећан број побуна од стране затвореника, дошло се до закључка да су људи задужени за корекцију и праћење понашања затворених вршили психичко и физичко насиље над њима. Како би објаснили ову појаву, психолог Филип Зимбардо и његов тим научника направили су симулацију затвора у подруму универзитета Стан.
Зимбардо и његов тим су имали за циљ да тестирају хипотезу која је сматрала да су основне особине личности затвореника и стражара главни узрок насилног понашања у затвору. Учесници су регрутовани и речено им је да ће учествовати у симулацији затвора у трајању од две недеље. Испитаници су били тражени путем огласа у новинама широм САД и Канаде. Од 75 испитаника, Зимбардо и његов тим су одабрали 24 мушкараца за које су сматрали да су психички најстабилнији и најздравији. Ови учесници су припадали углавном средњој класи. Група је намерно изабрана тако да се у њој не нађу особе са криминалном прошлошћу, психолошким поремећајима, или здравственим проблемима, тиме омогућавајући да се не дође до угрожавања валидности експеримента. Сви су се сложили да учествују у периоду од 7 до 14 дана и за суму од 15 долара дневно.
Експеримент је изведен у подруму Џордан хале (зграде за психологију и психолошка истраживања на Станфорду). Како би проучавали односе и динамику који постоје унутар затвора, научници су у подруму универзитета ’’изградили’’ затвор, у чему су им помогли некадашњи затвореници, више се концентришући на његову функционалност него на стварање доследне реплике. Половини учесника је додељена улога затвореника (9, плус 3 заменика), док је друга половина имала улогу чувара (такође 9, плус 3 заменика). Ове улоге насумично су додељене и нико од испитаника није имао ранија искуства везана за њих, осим онога што је било представљено у медијима. Зимбардо је узео улогу надзорника, а његов асистент улогу управника затвора. Зимбардо је, такође, и дизајнирао експеримент како би изазвао дезоријентацију, деперсонализацију и деиндивидуализацију учесника.
Истраживачи су одржали сесију оријентације за стражаре дан пре експеримента, током које су им наложили да не нашкоде физички затвореницима. У снимку студије, Зимбардо се може видети како разговара са стражарима: "Можете да изазивате у затвореницима осећања досаде, осећај страха до неког степена, можете да креирате појам произвољности да је њихов живот потпуно контролисан од стране нас, по систему, ти, ја, и они неће онда имати приватност... Одузећемо им њихову индивидуалност на разне начине. У принципу циљ свега овога је да осете немоћ. У таквој ситуацији, ми ћемо имати сву моћ и они неће имати ништа. "
Истраживачи су снабдели стражаре дрвеним палицама како би успоставили свој статус. Дали су им одећу сличну униформи затворских чувара (браон кошуља и панталоне), а на глави су стално носили наочаре како би спречили контакт очима са затвореницима. Затвореници су носили неудобне и грубе хаљине на којима се налазио број затвореника, као и капе на главама направљене од најлонских чарапа које је требало да представљају обријане главе (ради деперсонализације). Поред тога на ногама су имали ланац око једног зглоба који је био константан подсетник на затвор и ограниченост. Стражари су добили инструкције да зову затворенике по њиховим додељеним бројевима, нису их смели звати по имену, што је доприносило губљењу идентитета код затвореника.
Овако организовано окружење имало је могућност да изазове личне, интензивне и патолошке реакције испитаника на основу предрасуда које су им биле усађене путем масовних медија. Такође је дошло и до дезоријентисаности и губљења осећаја о времену, јер није било сатова нити прозора унутар симулације. Испитаници су били под константним надзором од стране научника који су поставили камере и аудио рекордере широм симулације затвора. Ради бољег увида у ментално стање испитаника извршавани су интервјуи и упитници. 
У затворским ћелијама је могло боравити само три затвореника. Поред тога, овај лажни затвор је обухватао мало затворско двориште, самицу и већу собу преко пута затвореника за стражаре и управника. Затвореници су били у обавези да остану у својим ћелијама цео дан и целу ноћ до краја студије. Стражари су радили у тимовима од по троје, за осам радних сати. Стражари нису морали да остану у затвору након завршене смене.

## Ток и резултати експеримента
Првог дана експеримента затвореници су "ухапшени" у својим домовима и "теретили" су их за оружану пљачку. Локална полиција је помогла професору Зимбарду са хапшењима, спроводећи свеобухватне процедуре над затвореницима, које су укључивале узимање отисака прстију, као и фотографисање. Затвореници су пребачени из полицијске станице у Зимбардов лажни затвор. При доласку у лажни затвор, затвореницима је тражено да скину одећу, а затим су били прскани спрејом како би се допринело илузији да имају вашке или бациле - што је допринело деградацији испитаника, и потом су обучени у униформе. Добили су своје нове идентитете. Како би вежбали ауторитет над затвореницима, чувари су их пиштаљкама будили усред ноћи и непослушне кажњавали склековима, јер ниједна страна још увек није била навикнута на нове улоге.
Након релативно тихог првог дана, другог дана су затвореници у ћелији 1 блокирали своја врата креветима и скинули капе, одбијајући да изађу или прате упутства надређених. Стражари из друге смене су добровољно радили прековремено, да би помогли у смиривању отпора, а потом су прскали затворенике са апаратом за гашење пожара без дозволе надзорника. Схвативши да је руковање над девет затвореника са само три стражара у смени био изазов, један од њих је предложио да се користе психолошке методе како би се затвореници контролисали. Неке затворенике који нису били укључени у отпор су третирали привилеговано и давали им посебне награде, као што су већи оброци. "Привилеговани" затвореници су одлучили да не једу оброк ради саосећања са својим колегама затвореницима. Такође су увели и "ћелију за привилеговане" у коју су ставили затворенике који су најмање учествовали, а затим преко дана мењали "добре" и "лоше" затвореника по доброј и лошим ћелијама што је навело затворенике да помисле да међу њима постоје они који су доушници стражарима што је изазвало неповерење. 
Након само 36 сати, један затвореник је почео да се понаша нестабилно, као што је и Зимбардо описао: "# 8612 је почео да делује лудо, да вришти, да проклиње, да бесни ван контроле. Прошло је доста времена пре него што смо постали уверени да је заиста патио и да смо морали да га пустимо. "
Стражари су приморавали затворенике да понављају своје додељене бројеве како би појачали идеју да је то њихов нови идентитет. Стражари су ускоро ово користили како би малтретирали затворенике, користећи физичко кажњавање као што су дуготрајне вежбе за грешке у бројању затвореника. Санитарни услови су погоршани убрзо одбијањем стражара да дозволе неким затвореници да мокре или врше нужду нормално, већ су их приморавали да то чине у канти смештеној у ћелији. Стражари често нису дозвољавали затвореницима да испразне канте. Сређени душеци су били вреднована ставка у затвору, тако да би стражари кажњавали затворенике који их нису сређивали тако што би им уклонили душеке, остављајући их да спавају на бетону. Неки затвореници су били присиљени да буду голи ради метода деградације. Неколико стражара је постајало све окрутније како је експеримент напредовао; истраживачи су известили да је једна трећина стражара изложила оригиналне садистичке склоности. Већина стражара се узнемирила када је експеримент закључен после само шест дана.
Трећи дан био је резервисан за посете родитеља и за ову прилику Зимбардо је тражио да се затвореници добро нахране и да се затвор очисти како не би изазвао гнев родитеља који су, играјући улогу посетилаца, и сами постали део симулације. 
Зимбардо помиње своју опседнутост експериментом и уживљавање у сопствену улогу надзорника. Четвртог дана, неки од стражара су изјавили да су чули гласине да је пуштени затвореник отишао да се врати са својим пријатељима како би ослободи преостале испитанике. Зимбардо и стражари су привремено размонтирали затвор и пребацили све затворенике на други спрат зграде. Зимбардо је сам чекао у подруму, у случају да се ослобођени затвореник појави, а планирано је да му каже да је експеримент прекинут. Ослобођени затвореник се никада није вратио, затвор је био обновљен, а затвореници су због ове лажне дојаве били натерани да раде склекове и чисте тоалете.
Оно што је затвор учинило још уверљивијим биле су посете свештеника и адвоката које су још више убедиле учеснике експеримента да није у питању симулација већ прави затвор. Представљали су се затворским бројем уместо именом и излазили пред одбор за условно пуштање иако су могли да кажу да више не желе да учествују у експерименту.
Затвореник бр 416, ново прихваћени стенд-бај затвореник, изразио је забринутост због третмана других затвореника. Стражари су то злоупотребили. Када је одбио да једе своје кобасице, рекавши да је у штрајку глађу, стражари су га послали у "самицу", таман ормар. Стражари су затим натерали друге затворенике да више пута ударе у врата и продеру се на затвореника 416. Стражар му је рекао да ће бити пуштен из самице само ако затвореници дају своју ћебад и преспавају на својим голим мадрацима. Сви осим једног су одбили то да ураде.
Зимбардо је схватио да мора обуставити експеримент након прегледања ноћних снимака на којима су били приказани много гори и понижавајући начини кажњавања и дехуманизација затвореника и када је Кристина Маслах, студент психологије са којом је и касније био у браку, уложила приговор на услове у затвору након што је уведена у експеримент да спроведе интервјуе. Зимбардо је приметио да, поред више од 50 људи који су посматрали експеримент, Маслах је била једина која је испитивала морал студије. Након само шест дана трајања од планиране две недеље, затворски експеримент у Станфордском универзитету је прекинут.

## Закључак
20. августа 1971. године, Зимбардо је учесницима објавио крај експеримента. Експеримент је коришћен како би илустровао когнитивне теорије несагласности и моћи власти.
Резултати експеримента одговарају ситуационом понашању, пре него диспозицијама личности тестираних субјеката. Другим речима, изгледало је да је ситуација, пре него њихове индивидуалне личности, изазвала насилничко понашање учесника. Према том тумачењу, резултати су у складу са резултатима Милграмовог експеримента (енгл. Milgram experiment), у којем је једној групи људи дато наређење да управљају струјним ударима, тиме наносећи штету другој групи људи.
Убрзо након краја студије, било је крвавих побуна у оближњим затворима, а Зимбардо је пријавио своје закључке о експерименту Америчком комитету за правосуђе (енгл. United States Senate Committee on the Judiciary).
Понашање учесника је било променљиво. Без обзира на то што су били свесни тога да их неко посматра, чувари и затвореници су поступали другачије него што је уобичајено. Стражари су осетили потребу да покажу своју надмоћ, чак и када то није било потребно.
Затвореници се нису поштовали од стране стражара на разне начине. Били су обележени бројем уместо својим правим именом. То дехуманизовање затвореника је довело до губитка личног идентитета. Без контроле, затвореници су сазнали да су имали мало утицаја на оно што им се десило. На крају су почели да попуштају. Брзо су схватили да су стражари били највиши у хијерархији, и онда су почели да прихватају своје улоге као мање важни људи.
Униформе су добили да би свим учесницима био избрисан индивидуални идентитет, а учесници су насумично одабрани да буду затвореник или чувар. Циљ је био дакле свести индивидуалност на најнижи ниво. Чувари су добили палице и наочаре како би показали своју снагу. Затвореници су добили спаваћице и ланце како би се потврдила њихова рањивост и немоћ. Ови реквизити су били стални подсетник колико су били небитни у положају затвореника током експеримента.
Циљ студије је такође био да се промени начин на који се управља у америчким затворима.

## Етички проблеми
Експеримент је настављен чак и када учесници то нису желели. Учесницима је претходно речено да имају право да напусте експеримент у било ком тренутку, али Зимбардо то током експеримента није дозволио. То је довело до етичке дилеме. Експеримент је могао имати могућност изванредних резултата да се наставио, међутим, утицао је лоше на учеснике.
Тренутно, за експерименте постоје етичке смернице које извршиоци експеримената треба да прате. Штетан третман учесника је формално признат. Након овог експеримента, па и данас, пре него што се спроведу студије, мора се извршити обиман преглед од стране етичког комитета у складу са прописаним етичким принципима. Овако се надмашује могући ризик за физичке и психичке повреде учесника.
Многи психолози су критиковали резултате Зимбардовог експеримента као неаргументоване, као и начин на који је спроведен.

## Практична примена резултата експеримента
На основу експеримента 1992. године снимљен је документарни филм "Тихи бес: Станфордски затворски експеримент". Коришћен је од стране многобројних агенција у склопу цивилног и војног правног система, као и у сигурним кућама за жене. Такође је коришћен у "SEAR" програму Америчке ратне морнарице у обуци о потенцијалним опасностима злоупотребе моћи при игрању улога шпијуна и терориста.

## У популарној култури
- Затворски станфордски експеримент, филм је заснован на експерименту.
- Експеримент, филм из 2010. године.